# Пијаниста (филм)
Пијаниста (енгл. The Pianist) биографски је и ратни филм који је режирао Роман Полански, а главну улогу игра Ејдријен Броди. То је адаптација истоимене аутобиографије пољског музичара јеврејског порекла Владислава Шпилмана. Филм је рађен у копродукцији Пољске, Француске, Немачке и Велике Британије.

## Радња
Истинита прича о бриљантном пољском пијанисти и композитору Владиславу Шпилману чију блиставу каријеру прекида Други светски рат. Ова снажна људска прича је о херојству и храбрости, да се преживи све до драматичног краја рата...
Шпилман је свирао уживо на пољском радију у тренутку када је почело немачко бомбардовање. Касније је, одвојен од породице коју су нацисти депортовали у концентрациони логор, преживљавао у Варшавском гетоу, у глади, насиљу и понижавању злогласног СС-а.
У тренутку када су ослободиоци већ на улицама Варшаве, тајно скровиште пијанисте открива немачки официр...

## Награде
- Добитник Оскара — за режију, главну мушку улогу и адаптирани сценарио у 2003. години.
- Добитник Златне палме у Кану 2002. године.
- Добитник седам награда Сезар.